# Une fleur jaune
Une fleur jaune (en espagnol, Una flor amarilla) est une nouvelle de l'écrivain argentin Julio Cortázar. Il appartient au livre Fin d'un jeu (Final del juego), publié dans sa première édition par la maison d'édition Los presentes en 1956.
En 1962, il paraît comme œuvre unique, sans référence au livre dans lequel il a été initialement publié, dans le n° 6 de la Revista de Occidente (Année I, 2e Période), la publication fondée par José Ortega y Gasset.

## Argument

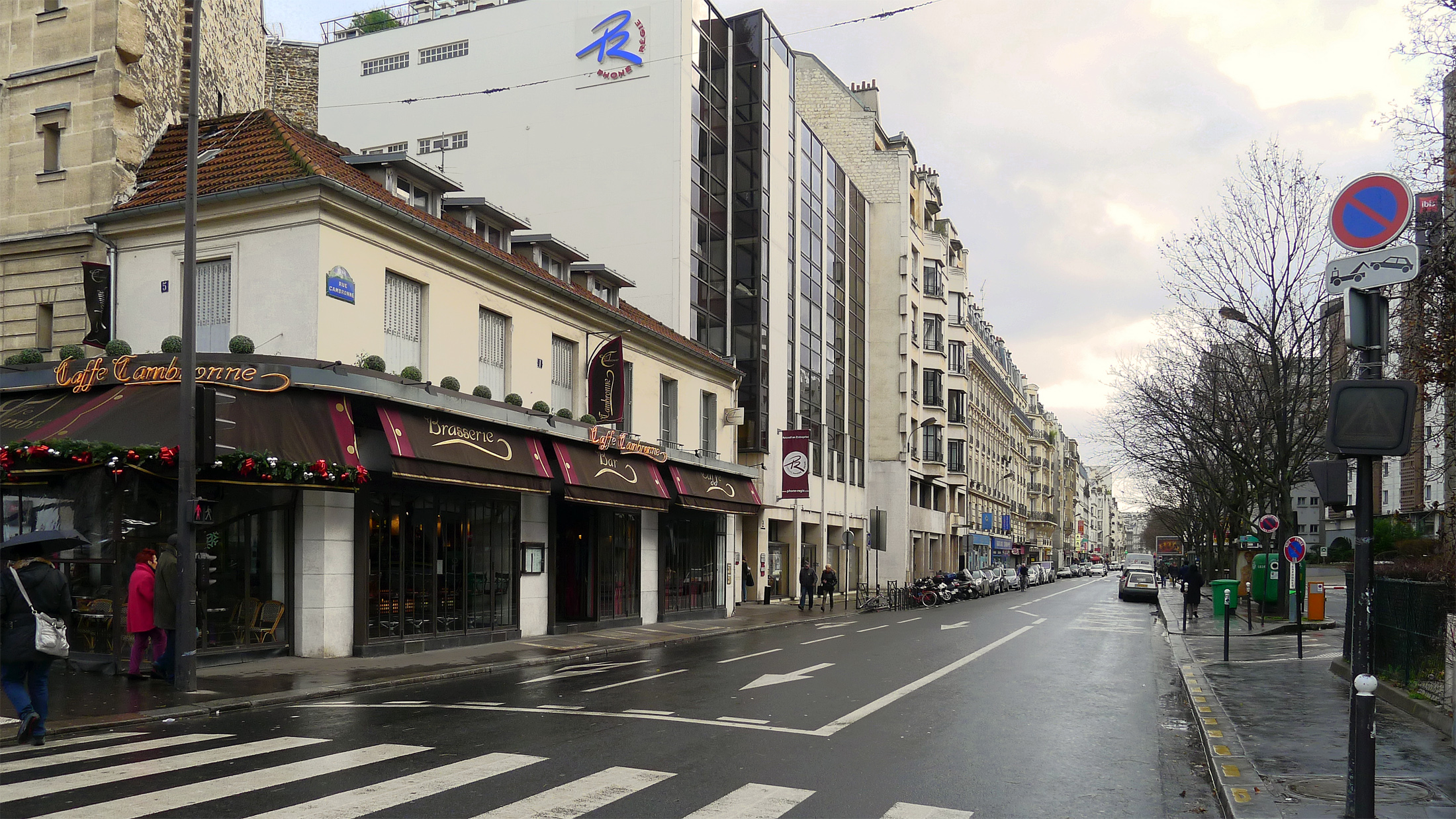
La rue Cambronne à Paris.

L'histoire se déroule dans un bistro de la rue Cambronne à Paris, France. Le protagoniste, un homme, en rencontre un autre, ancien employé municipal. Celui-ci assure que les gens sont immortels et qu'il est le seul mortel. Lors de leur conversation, l'homme raconte avoir aperçu un garçon sur la ligne de bus 95. Il s'appelait Luc. À ce moment-là, il se rendit compte que certaines caractéristiques de Luc, comme ses manières, son apparence et sa voix, étaient très similaires aux siennes à son âge. Il découvre alors que Luc a eu des maladies et a vécu des expériences qui ont également été présentes dans sa vie.

## Analyse
Il a été interprété que cette œuvre fait partie du regard des écrivains latino-américains sur la mythologie gréco-latine, notamment dans les thèmes présents dans l'intrigue comme l'immortalité. Mais cette observation peut également s’appliquer aux autres œuvres de l’auteur.